# Canòdrom Loreto
El Canòdrom Loreto va ser un recinte esportiu de Barcelona, al Districte de les Corts, dedicat a les curses de llebrers, que va funcionar entre 1955 i 1962.

## Història
La instal·lació es va inaugurar el 16 d'abril de 1955 en l'illa que configuraven la Travessera de les Corts, l'Avinguda de Sarrià i els carrers Loreto i Burdeus, impulsat per la societat Agrupación Galguera de Loreto. Va acollir entre d'altres, dues edicions del Campionat d'Espanya de llebrers en pista (1957 i 1959) i dos campionats d'Europa de llebrers, celebrats els anys 1957 i 1959.
Tot i el protagonisme assolit, a finals de 1960 ja era públic que el canòdrom hauria de desaparèixer en breu per urbanitzar la zona, fruit del creixement de la ciutat. L'entitat gestora del Canòdrom va gestionar la construcció d'un nou espai devora el Reial Club de Polo (el futur Canòdrom Avenida) per succeir a Loreto, que va celebrar les darreres carreres el 7 de gener de 1962.